# Wolf-Heinrich von der Mülbe

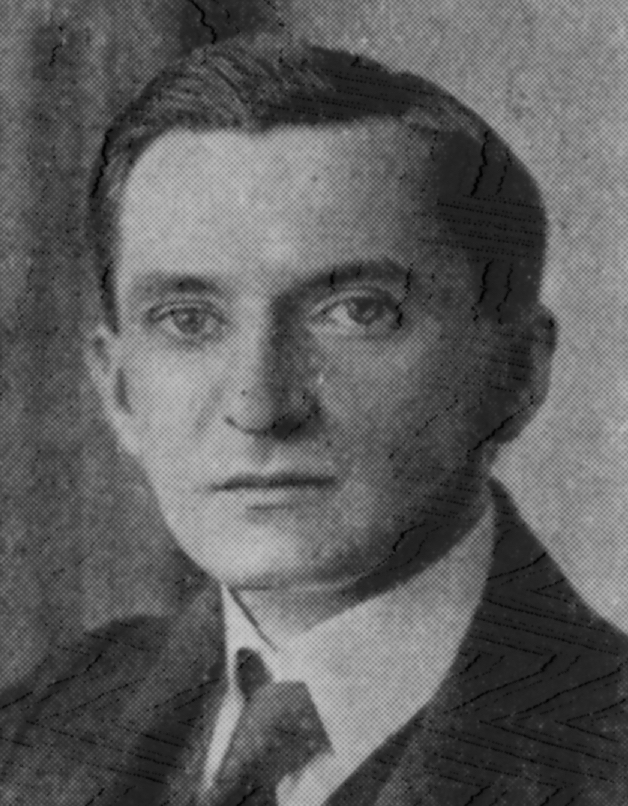
Wolf-Heinrich von der Mülbe, vor 1932

Wolf-Heinrich Konrad Ludwig Hans von der Mülbe (* 22. Oktober 1879 in Berlin; † 30. April 1965 in München) war ein deutscher Schriftsteller und Übersetzer.

## Leben
Wolf-Heinrich entstammte dem westpreußischen Adelsgeschlecht von der Mülbe. Er war ein nachgeborener Sohn des hochdekorierten preußischen Generals der Infanterie Franz von der Mülbe (1840–1915) und dessen Ehefrau Emma Lina, geborene Franke (* 1848; † 1916), die aus Berlin kam. Der Vater war auch frühzeitig als Militärschriftsteller aktiv.
Mülbe studierte Medizin, Rechtswissenschaften, Literatur- sowie Kunstgeschichte und promovierte 1904 in Breslau. Von 1905 bis 1906 war er Volontär am Kestnermuseum in Hannover. In Hannover und Heidelberg war er Privatdozent für Kunstgeschichte, bevor er sich 1915 in München als Schriftsteller und Verfasser von wissenschaftlichen Arbeiten und Gedichtsammlungen sowie als Übersetzer (u. a. Tania Blixens Babettes Fest und Roald Dahls Küßchen, Küßchen) niederließ. Dazwischen lagen längere Auslandsaufenthalte. Neben seinen zahlreichen Übersetzungen veröffentlichte er 1937 den Roman Die Zauberlaterne. Dieser war sehr schnell vergriffen und wurde erst 1949 in Westdeutschland wieder aufgelegt. Die Eindrücke der langjährigen Aufenthalte des Schriftstellers in Paris, Florenz und Kopenhagen flossen gerade in diesen Roman ein, mit dem Wolf-Heinrich von der Mülbe sich als wahrer Epiker vorstellte.
Wolf-Heinrich von der Mülbe war zweimal verheiratet, zuerst mit Katharina Myrus, dann mit der aus Finnland stammenden Dagmar Bergholm, Tochter eines Architekten. Aus erster Bezioehung sind die zwei Söhne Wolf-Dietrich, Jurist, und Wolf-Gernot, der Braumeister wurde. Beide Söhne haben Nachfahren.
Er starb 1965 in München.

## Werke
- Sonne und Nacht. Gedichte, (Selbstverlag) Krefeld 1902.
- Die erste Schule von Fontainebleau: ein Beitrag zur Geschichte der französischen Malerei. Diss. Buchdruckerei H. Fleischmann, Breslau 1904.
- Die Darstellung des Jüngsten Gerichts an den romanischen und gotischen Kirchenportalen Frankreichs. (= Kunstwissenschaftliche Studien, Band 6). Klinkhardt und Biermann, Leipzig 1911.
- Michelangelo. Ein Kranz von Sonetten. Gedichte. Ludwig Ey, Hannover 1912.
- Harald Borchs Todesfahrt. Kriminalroman. Georg Müller, München 1926.
- Stanoffs Tochter. (Reihe: Paynes Frauenromane, 17) Payne, Leipzig 1935.
- Das Märchen vom Rasierzeug oder Die Zauberlaterne. Stuttgart [u. a.] 1937 (Neuausgabe u. d. T.: Die Zauberlaterne. mit Bildern von Rotraut Susanne Berner, Edition Büchergilde, Frankfurt 2003, ISBN 3-936428-21-2).

## Herausgeberschaft
- Sigrid Undset: Frühling. Berlin 1926.

## Übersetzungen
- Edmond About: Die Nase des Herrn Notar. Bad Wörishofen 1947.
- Riccardo Bacchelli: Der Rutengänger. Hamburg 1943.
- Prinzessin Bibesco: Der grüne Papagei. Hamburg [1928].
- Tania Blixen: Widerhall. Stuttgart 1959.
- Johannes Buchholtz: Egholms Gott. Berlin 1920.
- Roald Dahl: Küßchen, Küßchen. Reinbek b. Hamburg 1962 (Erzählungen)
- Hildur Emma Eufrosyne Dixelius von Aster: Sara Alelia. München 1929 (übersetzt zusammen mit Dagmar von der Mülbe)
- Kai Donner: Bei den Samojeden in Sibirien. Stuttgart 1926.
- Ossian Elgström: Die kleine Magd Karlsson Stuttgart [u. a.] 1941.
- Sven Elvestad: Das Orchester der Madame Fournier. München 1925.
- Sven Elvestad: Rosa Montanas Diamanten. München 1926.
- Peter Freuchen: Larions Gesetz. Hamburg 1955.
- Peter Freuchen: Wandernder Wiking. Hamburg 1955.
- Carlo Goldoni: Das Kaffeehaus. Berlin 1941.
- Carlo Goldoni: Liebeshändel in Chiozza. Berlin 1939.
- René Grousset: Das Heldenlied der Kreuzzüge. Stuttgart 1951.
- René Grousset: Orient und Okzident im geistigen Austausch. Stuttgart 1955 (übersetzt zusammen mit Wolfgang Rüttenauer)
- Henny Harald Hansen: Knaurs Kostümbuch. München [u. a.] 1954.
- Jørgen-Frantz Jacobsen: Barbara und die Männer. Stuttgart [u. a.] 1940.
- Herman Melville: Billy Budd und andere Geschichten. Hamburg 1948 (übersetzt zusammen mit Peter Gan und Wilhelm E. Süskind)
- Hakon Mielche: Aladin fährt Cadillac. München [u. a.] 1956.
- Hakon Mielche: Australien. München [u. a.] 1957.
- Ejnar Mikkelsen: John Dale. Berlin 1921.
- Julius Regis: Das Wolfsrudel. München 1926.
- Peter-Christian Reventlow: Was Buddha vom Sinn des Lebens lehrte. Wiesbaden 1947.
- Björn von Rosen: Grüne Welt. Leipzig 1944.
- George Santayana: Die Spanne meines Lebens. Hamburg 1950.
- Henrik Schück: Nobel. Leipzig 1928.
- Skandinavisches Kunsthandwerk. München [u. a.] 1963 (übersetzt zusammen mit Margfot Berthold)
- Wessel Smitter: Ein Mann – und etwas mehr. Stuttgart [u. a.] 1939.
- Bernhard Stokke: Ein Sommer auf Waldwacht. Berlin [u. a.] 1938.
- Richard Douglas Tonkin: Die Geschichte vom Magengeschwür. Stuttgart 1958.
- Stig Wesslén: Das Bärenbuch. Berlin 1943.